# Hovea planifolia
Hovea planifolia är en ärtväxtart som först beskrevs av Karel Domin, och fick sitt nu gällande namn av James Henderson Ross. Hovea planifolia ingår i släktet Hovea och familjen ärtväxter. Inga underarter finns listade i Catalogue of Life.